# Шелан (озеро)
Шелан (Челан, Чилен; англ. Chelan Lake) — озеро на Западе США, располагается в округе Шелан на севере центральной части штата Вашингтон. Площадь поверхности — 135 км².
Это самое крупное природное озеро в штате Вашингтон. Длина Шелана составляет 88 км, средняя ширина — 1,6 км, максимальная — 2,9 км. Максимальная глубина — 453 м (третье по глубине в США), средняя — 144 м. Находится на высоте 336 м над уровнем моря. Из озера вытекает река Шелан.
Популярный туристический объект. На юго-востоке оконечности озера находится город Шелан.

## География
Озеро Шелан состоит из двух водоёмов. Нижний водоём, Вапато, мельче и составляет примерно четвёртую часть общей длины озера. Верхний бассейн, Люцерн, гораздо глубже и простирается на оставшуюся часть длины озера. Эти два водоёма разделены порогом, поднимающимся на 37 метра от поверхности, в точке, в которой ширина озера составляет всего 0,35 мили (0,56 км). Эти два водоёма были созданы двумя независимыми ледниками, которые встретились и при отступлении образовали порог. Сначала ледник Шелан спустился из долины Стехекин и проделал долину, возможно, до реки Колумбия. Позже ледник Оканоган поднялся по долине Шелан до Вапато-пойнт. Когда ледник Оканоган отступил, он оставил огромное количество обломков в долине, первоначально пройденной ледником Шелан.